# Paulina Margarita Gálvez Pineda
Paulina Margarita Gálvez Pineda (ur. 23 kwietnia 1980  w Pasto w Kolumbii) – zwyciężczyni Miss International w 1999 i zarazem druga Kolumbijka, która zdobyła ten tytuł. Pineda otrzymała również tytuł Miss Foto.